# Silke Grimm

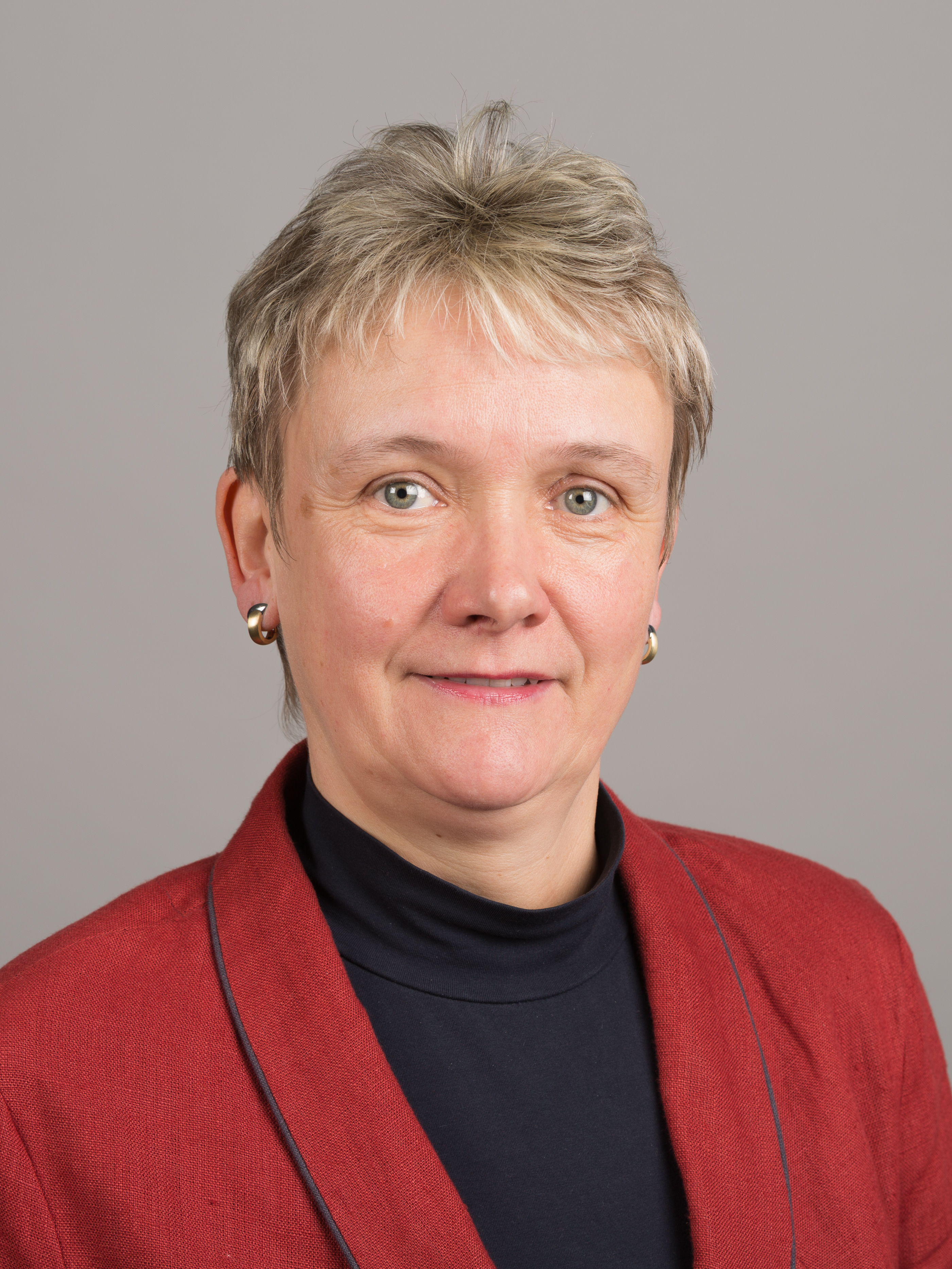
Silke Grimm, 2016

Silke Grimm (* 22. Juni 1967 in Seifhennersdorf) ist eine deutsche Politikerin (parteilos, bis 2021 AfD). Von 2014 bis September 2019 war sie Mitglied des Sächsischen Landtags.

## Leben und Beruf
Von 1974 bis 1984 besuchte Grimm die POS Niederoderwitz. Ihren Vorbereitungskurs für das Abitur brach sie in Folge einer schweren Erkrankung ihrer Mutter ab. Noch im gleichen Jahr begann sie eine Lehre zur Facharbeiterin für Datenverarbeitung an der Hochschule Zittau, welche sie 1986 erfolgreich abschloss. Von 1988 bis 1989 arbeitete sie in ihrem gelernten Beruf an der Hochschule.
Im März 1990 eröffnete Grimm in Zittau ihr erstes eigenes Reisebüro. Ein Jahr später legte sie die IHK-Eignungsprüfung als Verkehrsunternehmerin im Straßenpersonenverkehr ab. Daraufhin begann sie als Unternehmerin mit dem Busbetrieb im Werks-, Linien-, Schüler- und Reiseverkehr.
Grimm ist verheiratet und hat zwei Kinder.

## Politisches Engagement
Grimm trat am 20. Mai 2013 der Partei Alternative für Deutschland bei. Bei der Kommunalwahl in Sachsen 2014 errang sie ein Mandat im Kreistag des Landkreises Görlitz. Bei der Landtagswahl in Sachsen 2014 war sie Direktkandidatin im Wahlkreis 59. In ihrem Wahlkreis erreichte Grimm mit 4036 Stimmen 15,2 % aller abgegebenen Stimmen. Über die Landesliste konnte sie in den Landtag einziehen. Sie arbeitete im Ausschuss für „Wirtschaft, Arbeit und Verkehr“ und war verkehrspolitische Sprecherin der Fraktion. Weiterhin war sie Mitglied der ÖPNV-Strategiekommission und der Enquete-Kommission „Pflege“. Für die Fraktion war sie im Arbeitskreis I und IV tätig.
Laut einem Bericht der tageszeitung forderte Grimm im Vorfeld der sächsischen Landtagswahl die Wiedereinführung von Grenzkontrollen zwischen den europäischen Nachbarländern. Sie soll, so Die Zeit, „"Polizeihundertschaft in Grenznähe" und die Abschaffung eigener Mitarbeiterstellen für die Betreuung der Lausitzer Wölfe“ gefordert haben. Stattdessen sollen Wölfe wieder gejagt werden, da sie gefährlich seien und sich explosiv vermehren würden. Vorhandene Probleme würden in offiziellen Berichten zu Wölfen in Sachsen verschwiegen. Der Islam ist für sie mit der deutschen Kultur nicht zu vereinbaren.
Zur Landtagswahl in Sachsen 2019 trat Grimm nicht wieder an, bei der Aufstellung der Direktkandidaten und der Landesliste unterlag sie parteiinternen Konkurrenten.
Zum 1. Januar 2022 trat Grimm aus der AfD aus.